# Yalu
| Yalu                     | Yalu              |
| Chinesischer Name        | Chinesischer Name |
| ------------------------ | ----------------- |
| Kurzzeichen              | 鸭绿江            |
| Langzeichen              | 鴨綠江            |
| Aussprache (IPA)         | [jálû ʨi̯ɑ́ŋ]       |
| Pinyin                   | Yālù Jiāng        |
| Wade-Giles               | Ya-lu Chiang      |
| Koreanischer Name        |                   |
| Chosŏn’gŭl               | 압록강            |
| Hanja                    | 鴨綠江            |
| Aussprache               | [amɾok̚k͈aŋ]        |
| McCune-Reischauer        | Amnokkang         |
| Revidierte Romanisierung | Amnokgang         |

Der Yalu (chinesisch 鸭绿江, Pinyin Yālù Jiāng, deutsch Yalu, auch Jalu) oder Amnok (koreanisch 압록강, MR Amnokkang RR Amnokgang) ist ein Grenzfluss zwischen der Volksrepublik China und Nordkorea. Der Name Yalu stammt aus der tungusischen Mandschu-Sprache.
Er entspringt auf 2500 m Seehöhe am Paektu-san im Changbai-Gebirge und fließt nach 813 km zwischen den Städten Dandong (China) und Sinŭiju (Nordkorea) in das Gelbe Meer. Die wichtigsten Zuflüsse des Yalu sind der Changjin-gang, der Hŏch’ŏn-gang und der Tongro-gang.
In Sup’ung-Rodongjagu (Hanja 水豊勞動者區) am Yalu, stromaufwärts von Sinŭiju, wurde die Supung-Talsperre mit einem der größten asiatischen Wasserkraftwerke errichtet. Die Staumauer ist 160 m hoch und über 850 m lang. Da das Kraftwerk in einem Grenzfluss gebaut wurde, wird es von beiden Staaten gemeinsam betrieben. Der Unterlauf des Yalu ist schiffbar. Im Bereich der Mündung des Yalu befinden sich u. a. die Inseln Hwanggŭmp’yŏng und Pidan-sŏm.
Historisch gesehen gilt er als der nördliche Grenzfluss Koreas, der ihn zusammen mit dem Tumen-Fluss vom Rest des Kontinents trennt. Der Berg Paektu trennt die beiden Ströme. Er war auch unter dem koreanischen Namen Arinarye (koreanisch 아리나례강, Hanja 阿利那禮江) bekannt. „Ari“ ist ein Wort aus dem Alt-Koreanischen, das sich auf die 'Spiritualität (kor. 신령성, Hanja 神靈性) der Sonne' bezieht. Die zweite Komponente könnte mit dem altkoreanischen Wort für 'Fluss, Strom', „nari“ (kor. 나리, Hanja 川理), in Verbindung stehen.
Der Fluss ist Zeuge vieler wichtiger historischer Ereignisse in Nordostasien. Das Flussbecken ist der Ort, an dem das alte koreanische Königreich Goguryeo zur Macht aufstieg. Viele ehemalige Festungen befinden sich entlang des Flusses, und die ehemalige Hauptstadt dieses Königreichs lag an dem Ort, wo heute die mittelgroße Stadt Ji’an am Yalu ist. Dieser Ort ist reich an Relikten aus der Goguryeo-Ära. Die Insel Wihwa im Fluss ist historisch berühmt als der Ort, an dem General Yi Songgye (später Taejo von Joseon) im Jahr 1388 beschloss, seine Armee nach Süden in die 300 Kilometer entfernte Hauptstadt Goryeos Kaegyeong zurückzuführen, was die erste einer Reihe von Umstürzen war, die schließlich zur Gründung der Joseon-Dynastie führten.
Gegen Ende der Goryeo-Kitan Kriege im 11. Jahrhundert fand an seinen Ufern die letzte Entscheidungsschlacht statt, in der ein massives Goryeo Heer das der Kitan Liao-Dynastie vernichtend schlug. Im 13. Jahrhundert überquerten viele mongolische Armeen den Fluss im Zuge der 9 Invasionen gegen Korea.
Aufgrund seiner strategischen Lage zwischen dem Kaiserreich China und Korea war der Fluss Schauplatz mehrerer Schlachten während des Japanisch-Chinesischen Kriegs 1894/95 (Seeschlacht am Yalu) sowie des Russisch-Japanischen Kriegs 1904/05. Die einzige Brücke, die im Koreakrieg nicht völlig zerstört wurde, verbindet heute neben einer neu gebauten Brücke Sinŭiju und Dandong; sie wird Chinesisch-koreanische Freundschaftsbrücke genannt. Die Neue Yalubrücke zwischen Dandong und Sinŭiju ist fertiggestellt, aber noch nicht nutzbar.
Etwa 205 Inseln befinden sich im Yalu. Ein Grenzvertrag von 1962 zwischen Nordkorea und China teilte die Inseln nach der ethnischen Zugehörigkeit der Bewohner auf. Nordkorea besitzt 127 Inseln und China 78. Aufgrund der Teilungskriterien gehören einige Inseln wie die Hwanggumpyong-Insel zu Nordkorea, grenzen jedoch an die chinesische Seite des Flusses.